# Internationale Luchthaven Long Thành
De Internationale Luchthaven Long Thành (Vietnamees: Sân bay quốc tế Long Thành) is een vliegveld in aanbouw, even ten noorden van Long Thành. Long Thành is een plaats ongeveer 25 kilometer ten oosten van Ho Chi Minhstad in de provincie Đồng Nai. Het is de bedoeling van de Vietnamese regering dat vanaf 2020 het vliegveld jaarlijks tot zo'n 100 miljoen passagiers zou moeten kunnen vervoeren.

## Motivatie en urgentie bouw nieuw vliegveld
Internationale Luchthaven Tân Sơn Nhất is momenteel nog het enige grote vliegveld in de regio's Zuid-Vietnam en Đông Nam Bộ. Tân Sơn Nhất is gebouwd tijdens de Tweede Wereldoorlog om troepen snel en gemakkelijk te kunnen vervoeren. Tegenwoordig ligt het in het dichtbevolkte Ho Chi Minhstad. Hierdoor is door ruimtegebrek nauwelijks kans om te groeien. Het toerisme in Vietnam is jaarlijks aan het groeien, waardoor het aantal vluchten ook toe zal nemen. Daarnaast zal ook de bevolking van Vietnam de komende jaren met bijna 25% toenemen. De verwachting is dat Vietnam in 2020 100 miljoen inwoners zal hebben, want in 2008 zat het inwoneraantal al tegen ruim 86 miljoen.

## Het plan
De regering van Vietnam keurde de plannen in 2006 goed bij hoofde van Phan Văn Khải, de toenmalige premier van Vietnam. Volgens de in 2006 gepresenteerde plannen, zou het vliegveld 50 km² groot moeten worden. Het zou vier startbanen van vier kilometer moeten krijgen met vijf terminals. Tussen de 80 en de 100 miljoen reizigers zouden jaarlijks gebruik moeten maken van het vliegveld.

### Fase 1
In 2015 moet de bouw van het vliegveld beginnen en de eerste fase moet in 2020 zijn afgerond. Er zouden dan twee startbanen moeten liggen, waardoor simultaan geland en opgestegen moet worden. Jaarlijks zouden dan al 25 miljoen reizigers moeten vertrekken vanaf dit vliegveld. Het vliegveld moet dan al Airbus A380- en Boeing 747-waardig zijn. Daarnaast moeten tegen deze tijd twee nieuwe snelwegen aangelegd worden. Eén daarvan moet van Ho Chi Minhstad via Long Thành met Dầu Giây moeten verbinden. De andere verbindt Biên Hòa via Long Thành met de badplaats Vũng Tàu.

### Fase 2
De derde baan zou na 2020 gebouwd moeten worden. Ook komt er dan een derde terminal bij. Afhankelijk van de verwachte groei, kan de bouw van het vliegveld daarna naar het oorspronkelijke idee met vier banen gebouwd worden.